# Porta Ardeatina
La Porta Ardeatina est une porte du mur d'Aurélien à Rome située entre la Porta San Sebastiano à l'est et la Porta Ostiensis à l'ouest.

## Histoire
Cette porte secondaire de la ville, qui ne possédait pas de tours de défense, ouvrait sur la via Ardeatina dont on peut toujours apercevoir à proximité le pavement d'époque romaine, avec l'incrustation du guidage des roues des charrettes.
Depuis la seconde Guerre mondiale, elle est le point de départ de la via Cristoforo Colombo, la plus grande artère de Rome, et l'une des plus longues d'Italie, qui mène à Ostie sur les bords de la mer Tyrrhénienne après un parcours de 27 km.